# Про Филмс
„Про Филмс“ е медийна компания, основана в София през 2005 г. от Емил Симеонов. Основната ѝ дейност е в областта на киноразпространението и кинопоказа.
През всички тези години „Про Филмс“ е сред водещите разпространители на филми в кината, като през последните две години заема лидерско място по пазарен дял веднага след представителите на холивудските студиа.
През 2020 г. компанията създава първия си телевизионен канал – „Супертуунс“, където се излъчват множество анимационни филми и сериали.

## Студио „Про Филмс“
Компанията има и дублажно студио, където дейността е съсредоточена върху озвучаването на филми и сериали, които имат два вида – войсоувър и нахсинхронен дублаж. В дублажите на „Про Филмс“ участват различни актьори, но обикновено по тях работи един от следните режисьори на дублажа – Николина Петрова, Ваня Иванова, Анна Тодорова, Сотир Мелев, Живка Донева, Десислава Знаменова, Евгения Ангелова, Станислав Пищалов, Ива Стоянова, Ангелина Русева и др. Клиенти са телевизионните канали Cartoon Network, Nickelodeon, Vivacom Arena, FOX, Viasat Explorer, Epic Drama (до 2022 г.) и други.